# Dione Venables
Dione Venables (geboren als Dione Gordon-Finlay 20. Oktober 1930 in Great Missenden, Buckinghamshire; gestorben 12. September 2023) war eine britische Schriftstellerin.  

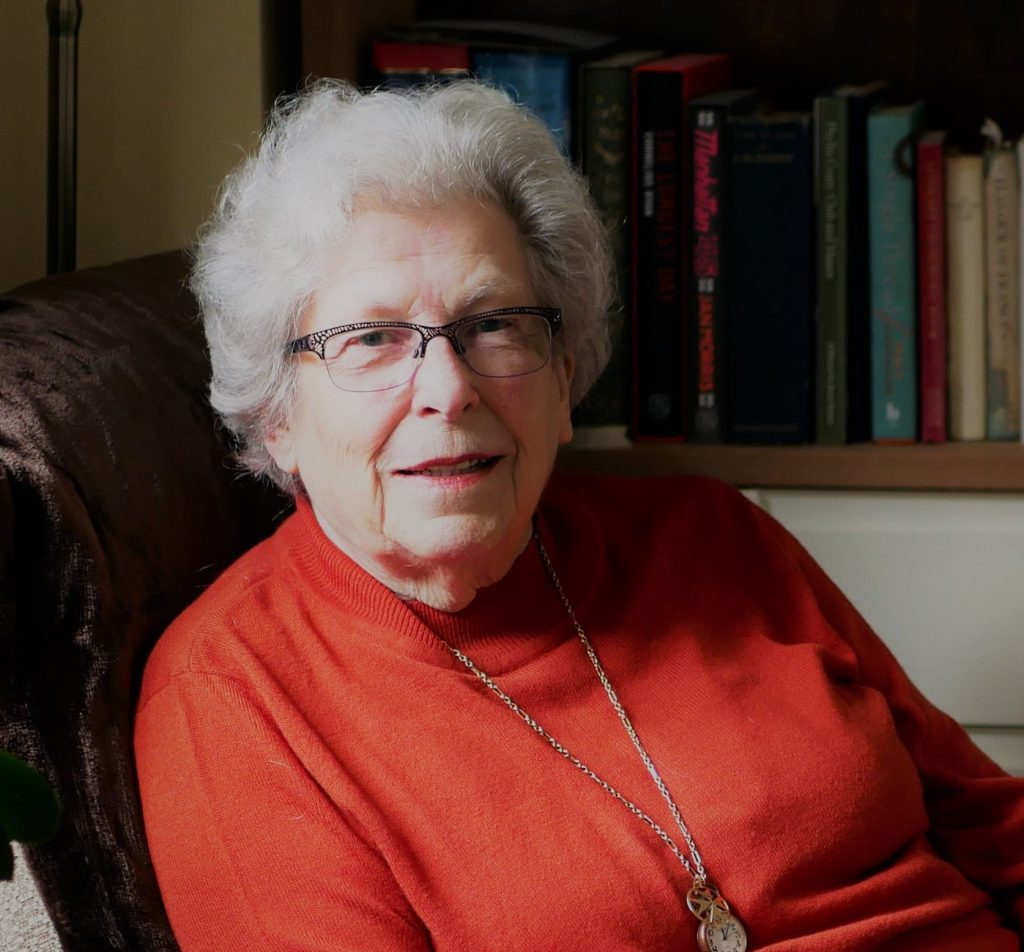
Dione Venables (2019)

## Leben
Dione Finlay war eine Tochter von Alan Gordon-Finlay und Florence Gallagher. In den 1960er Jahren begann sie Artikel zu veröffentlichen, die ihre Erlebnisse in Afrika und Asien reflektierten. Ab 1969 arbeitete sie auch für den Rundfunk. Ab Ende der 1970er Jahre schrieb sie unter ihrem Mädchennamen D.G. Finlay sieben Romane; der letzte erschien 1989. 
Venables verlegte 2006 eine Neuauflage der Jugenderinnerungen ihrer Verwandten Jacintha Buddicom (1901–1993), mit der in ihrer Kindheit der spätere Schriftsteller George Orwell befreundet war, und gründete den Verlag Finlay Publisher. Begleitend dazu wurde eine Website geschaffen, an der sich seither einige Literaturwissenschaftler beteiligten, die über Orwell arbeiten, darunter D. J. Taylor und Orwells Sohn Richard Blair. Zusammen gründeten sie 2010 die Orwell Society. Venables veröffentlichte 2017 eine Autobiografie über ihre Jugend. Sie lebte in Chichester.
Sie starb am 12. September 2023 im Alter von 92 Jahren.

## Werke (Auswahl)
- D.G. Finlay: Once Around the Sun. London : W.H. Allen, 1978
- D.G. Finlay: The Edge of Tomorrow. London : Star Books, 1979
- D.G. Finlay: Watchman. London : Century, 1984
- D.G. Finlay: The Grey Regard. London : Century, 1985
- D.G. Finlay: Deadly Relations. London : Century, 1986
- D.G. Finlay: Graven Image. London : Century, 1987
- D.G. Finlay: The Killing Glance. London : Arrow, 1989
- Jacintha Buddicom: Eric & Us. Nachwort Dione Venables. Chichester : Finlay Publisher, 2006
- (Hrsg.): George Orwell – The Complete Poetry. 2015
- Dione Venables: Dione’s War. Autobiografie. 2017